# Poincaré (Mondkrater)
Poincaré ist mit einem Durchmesser von rund 312 Kilometern einer der größten Mondkrater überhaupt. 
Der Krater liegt im Süden der erdabgewandten Seite, östlich des ebenfalls sehr großen Kraters Planck. Östlich schließen sich Abbe und Hess an. Poincaré zeigt im Inneren eine große durch Lava neu gebildete Oberfläche. Der Krater ist durch eine Vielzahl späterer Einschläge gezeichnet, der Kraterwall ist nur noch im Osten deutlich erkennbar. Er ist entsprechend alt, seine Entstehungszeit fällt in die pränektarische Periode.
Poincaré hat sieben Nebenkrater:
| Buchstabe | Position              | Durchmesser           | Link                  |
| --------- | --------------------- | --------------------- | --------------------- |
| C         | 54,59° S, 168,71° O   | 19 km                 |                       |
| J         | 59,64° S, 167,88° O   | 19 km                 |                       |
| Q         | 59,53° S, 159,76° O   | 27 km                 |                       |
| R         | Umbenannt in Cailleux | Umbenannt in Cailleux | Umbenannt in Cailleux |
| X         | 53,92° S, 161,18° O   | 21 km                 |                       |
| Z         | 53,9° S, 164,31° O    | 35 km                 |                       |
| F         | 57,93° S, 168,6° O    | 95 km                 |                       |
| E         | 56,59° S, 171,06° O   | 60 km                 |                       |

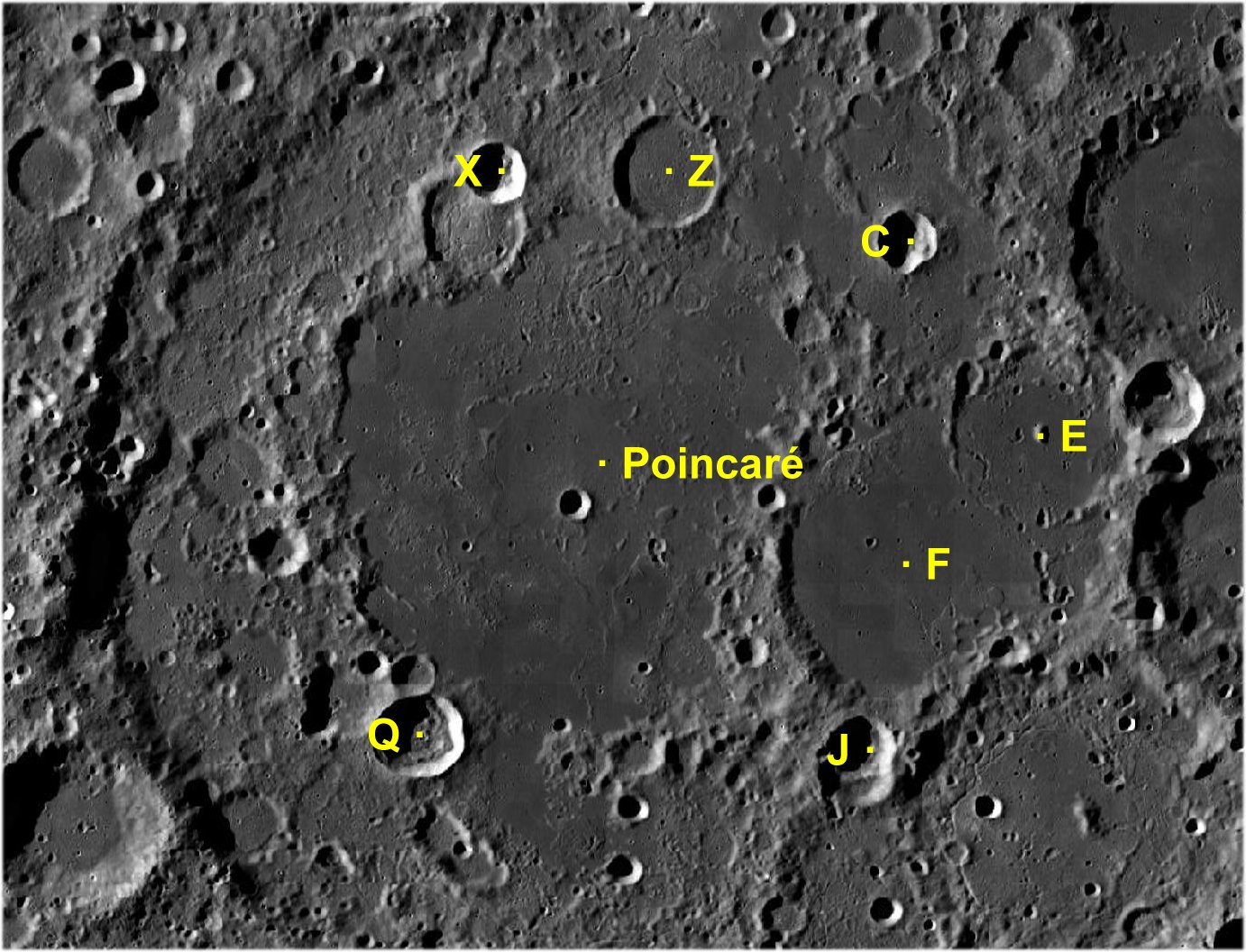
Poincaré mit seinen Nebenkratern

Der Krater wurde 1970 von der IAU nach dem französischen Mathematiker und Physiker Jules Henri Poincaré benannt.